# シテンチョウチョウウオ
シテンチョウチョウウオ（四点蝶々魚、学名：Chaetodon quadrimaculatus）は、スズキ目チョウチョウウオ科に分類される魚類の一種。種小名、英名、和名は体側にある四つの斑点に由来する。

## 形態
- 全長は約16cm[2]。

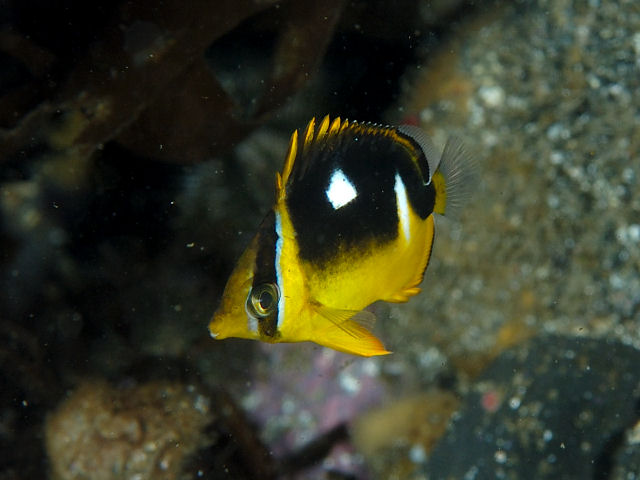
幼魚

- 体側に白い斑点が左右2個ずつ合計4個ある[1]。
- 体側上部が黒い[3]。

## 生態
主にハナヤサイサンゴのポリプを食べる。
水深2 - 15mの潮通しの良い透明なサンゴ礁で見られる。単独かペアで行動する。

## 分布
ミクロネシア、ポリネシアなど西・中部太平洋に生息している。日本では沖縄、小笠原諸島に分布するが稀種である。

## 人とのかかわり
観賞魚。チョウチョウウオ科の魚の中では餌付きやすく飼育は容易だが、神経質である。